# Morbid Visions
Morbid Visions ist das Debütalbum der brasilianischen Metal-Band Sepultura. Es wurde im August 1986 im Estúdio Vice Versa, Belo Horizonte, in 7 Tagen mit 16 Spuren aufgenommen und im gleichen Jahr auf LP veröffentlicht. Ab 1991 wurde das Album zusammen mit Sepulturas Beitrag zur Split-LP Século XX/Bestial Devastation mit Overdose unter dem Titel Morbid Visions/Bestial Devastation mehrfach wiederveröffentlicht, wobei der aus Carl Orffs Carmina Burana übernommene Einklang der ursprünglichen LP-Version wegfiel, sodass die Wiederveröffentlichung mit dem Titellied der ursprünglichen Pressung beginnt.

## Titelliste
1. Intro
2. Morbid Visions
3. Mayhem
4. Troops of Doom
5. War
6. Crucifixion
7. Show Me the Wrath
8. Funeral Rites
9. Empire of the Damned

## Stil und Texte
Anders als bei den Aufnahmen zu Bestial Devastation, war die Band zum Zeitpunkt der Aufnahmen nicht völlig unerfahren; die Lieder sind schneller und Max Cavaleras Meinung nach besser geschrieben und gespielt als auf dem Vorgänger, ebenso bewertete er die Produktion als besser. Die Musik ist roh, primitiv und aggressiv gehalten und wurde in Kritiken sowohl als Death Metal als auch als black-metal-beeinflusster Thrash Metal bezeichnet und mit Sodom und Kreator verglichen. Das Schlagzeug ist im Klang dominant.
Die in einfachem, grammatisch unkorrektem Englisch gehaltenen Texte beziehen sich auf Satanismus und Krieg. Max Cavalera gab an, die Inspiration für die Lieder stamme hauptsächlich aus Büchern über schwarze Magie, und bejahte die Frage, ob Sepultura sich als satanische Band sehe. Satanismus sei das beste Thema für eine Death-Metal-Band, er liebe es, Hexerei und dergleichen zu studieren, und überlasse andere Themen wie Politik den Punks. Aufgrund ungenügender Englischkenntnisse musste die Band die Texte Wort für Wort aus dem Portugiesischen übersetzen.

## Kritiken
Metalion schrieb im Slayer-Fanzine, Bestial Devastation sei bereits „ein wirklich brutales Produkt“ gewesen, und die Musik sei seitdem schneller und schwerer geworden. Spiritech vom E-Zine PyroMusic.net zufolge wäre es einfach, Sepulturas Frühwerk unter anderem wegen der Produktion und der oftmals albernen Liedtexte zu verreißen. Dass die Band sich noch in einer Entwicklungsphase befunden habe, könne man jedoch aufgrund ihres spürbaren Enthusiasmus ignorieren. Martin Loga von Powermetal.de betonte, dass diese Musik nichts für „Fans schöngeistiger Metal-Mucke“ sei und „freilich nur denjenigen Freude bereiten kann“, die Alben wie Sodoms In the Sign of Evil und Kreators Endless Pain schätzten.